# Remi Johansen
Remi Johansen (Tromsø, 4 settembre 1990) è un calciatore norvegese, centrocampista del Valhall.

## Carriera

### Club
Johansen è cresciuto nelle giovanili del Tromsø ed ha debuttato nell'Eliteserien in data 23 marzo 2009, sostituendo Morten Moldskred nella sconfitta casalinga per 2-5 contro il Rosenborg. Ha giocato successivamente altri 3 spezzoni di gara, per poi esordire da titolare il 4 ottobre, nella sconfitta per 0-2 davanti ai propri tifosi contro il Brann. Il 25 ottobre ha realizzato la prima rete ufficiale della sua carriera, ai danni dello Start, sancendo il 3-1 finale.
Ha avuto maggiore spazio nell'Eliteserien 2010: è stato infatti schierato in 29 partite, venendo sostituito in 18 occasioni, realizzando 4 reti e fornendo altrettanti assist. Il 25 novembre 2011 ha rinnovato il suo contratto con il Tromsø per altre quattro stagioni.
Al termine del campionato 2013, Tromsø è retrocesso in 1. divisjon. Il 26 ottobre 2014, il Tromsø ha fatto ufficialmente ritorno in Eliteserien con la vittoria casalinga per 1-0 contro il Fredrikstad, classificandosi matematicamente al secondo posto con un turno d'anticipo.
Si è svincolato al termine del campionato 2015. Si è congedato dal Tromsø con 213 presenze e 34 reti tra tutte le competizioni.
Il 18 febbraio 2016 ha firmato ufficialmente un contratto biennale con il Brann. Ha scelto di vestire la maglia numero 16. Ha esordito in squadra il 20 marzo, subentrando a Kristoffer Barmen nel pareggio casalingo a reti inviolate contro l'Odd. Il 3 aprile ha trovato la prima rete, nella vittoria esterna per 1-2 sull'Aalesund. Ha chiuso la stagione con 11 presenze tra campionato e coppa, con una rete all'attivo.
Il 13 gennaio 2017, il Sandnes Ulf ha ufficializzato sul proprio sito internet l'ingaggio di Johansen, che si è legato al nuovo club con un contratto biennale. Ha scelto la maglia numero 8.

### Nazionale
Johansen ha esordito da titolare con la Norvegia under 21 il 17 novembre 2010, in un'amichevole contro la Grecia: il centrocampista ha giocato tutto il primo tempo ed è stato poi sostituito da Omar Elabdellaoui, con gli ellenici che si sono imposti per 1-0. Il 7 maggio 2013, è stato incluso nella lista provvisoria consegnata all'UEFA dal commissario tecnico Tor Ole Skullerud in vista del campionato europeo Under-21 2013. Il 22 maggio, il suo nome è stato però escluso dai 23 calciatori scelti per la manifestazione.

## Statistiche

### Presenze e reti nei club
Statistiche aggiornate al 10 agosto 2022.
| Stagione           | Club               | Campionato         | Campionato | Campionato | Coppe nazionali | Coppe nazionali | Coppe nazionali | Coppe continentali | Coppe continentali | Coppe continentali | Supercoppe | Supercoppe | Supercoppe | Totale | Totale |
| Stagione           | Club               | Comp               | Pres       | Reti       | Comp            | Pres            | Reti            | Comp               | Pres               | Reti               | Comp       | Pres       | Reti       | Pres   | Reti   |
| ------------------ | ------------------ | ------------------ | ---------- | ---------- | --------------- | --------------- | --------------- | ------------------ | ------------------ | ------------------ | ---------- | ---------- | ---------- | ------ | ------ |
| 2007               | Ringvassøy         | 4D                 | ?          | ?          | CN              | ?               | ?               | -                  | -                  | -                  | -          | -          | -          | ?      | ?      |
| 2009               | Tromsø             | ES                 | 8          | 1          | CN              | 0               | 0               | UEL                | 0                  | 0                  | -          | -          | -          | 8      | 1      |
| 2010               | Tromsø             | ES                 | 29         | 4          | CN              | 3               | 0               | -                  | -                  | -                  | -          | -          | -          | 32     | 4      |
| 2011               | Tromsø             | ES                 | 29         | 2          | CN              | 4               | 1               | UEL                | 4                  | 1                  | -          | -          | -          | 37     | 4      |
| 2012               | Tromsø             | ES                 | 24         | 3          | CN              | 7               | 1               | UEL                | 4                  | 0                  | -          | -          | -          | 35     | 4      |
| 2013               | Tromsø             | ES                 | 27         | 7          | CN              | 3               | 1               | UEL                | 14                 | 0                  | -          | -          | -          | 44     | 8      |
| 2014               | Tromsø             | 1D                 | 25         | 10         | CN              | 2               | 0               | UEL                | 4                  | 0                  | -          | -          | -          | 31     | 10     |
| 2015               | Tromsø             | ES                 | 26         | 3          | CN              | 0               | 0               | -                  | -                  | -                  | -          | -          | -          | 26     | 3      |
| Totale Tromsø      | Totale Tromsø      | Totale Tromsø      | 168        | 30         |                 | 19              | 3               |                    | 26                 | 1                  |            | -          | -          | 213    | 34     |
| 2016               | Brann              | ES                 | 10         | 1          | CN              | 1               | 0               | -                  | -                  | -                  | -          | -          | -          | 11     | 1      |
| 2017               | Sandnes Ulf        | 1D                 | 17+1       | 0          | CN              | 1               | 0               | -                  | -                  | -                  | -          | -          | -          | 19     | 0      |
| 2018               | Sandnes Ulf        | 1D                 | 18         | 0          | CN              | 2               | 0               | -                  | -                  | -                  | -          | -          | -          | 20     | 0      |
| Totale Sandnes Ulf | Totale Sandnes Ulf | Totale Sandnes Ulf | 35+1       | 0          |                 | 3               | 0               |                    | -                  | -                  |            | -          | -          | 39     | 0      |
| 2019               | Sola               | 2D                 | 22         | 3          | CN              | 1               | 0               | -                  | -                  | -                  | -          | -          | -          | 23     | 3      |
| 2021               | Valhall            | 4D                 | 9          | 1          | -               | -               | -               | -                  | -                  | -                  | -          | -          | -          | 23     | 3      |
| 2022               | Valhall            | 4D                 | 7          | 1          | CN              | 1               | 0               | -                  | -                  | -                  | -          | -          | -          | 8      | 1      |
| Totale Valhall     | Totale Valhall     | Totale Valhall     | 16         | 2          |                 | 1               | 0               |                    | -                  | -                  |            | -          | -          | 17     | 2      |
| Totale             | Totale             | Totale             | 251+1+     | 36+        |                 | 25+             | 3+              |                    | 26                 | 1                  |            | -          | -          | 303+   | 40+    |